# Памятник Тарасу Шевченко (Одесса)
Памятник Тарасу Шевченко (укр.  Пам'ятник Тарасу Шевченку) — монумент, воздвигнутый в честь украинского поэта, прозаика, художника и этнографа Тараса Григорьевича Шевченко в парке им. Шевченко со стороны ул. Маразлиевской (угол Сабанского переулка) города Одесса (Украина).

## История
30 апреля 1920 года Александровский парк переименован в парк им. Т. Г. Шевченко. Первый памятник Т. Г. Шевченко был установлен рядом с аркой «Ланжерон», на площадке перед библиотечным павильоном. Перемещен в поселок Шевченко.
1963 год, краткий путеводитель «По солнечной Одессе»: В южной части парка стоит памятник украинскому кобзарю Т. Г. Шевченко, а рядом с ним растет верба. Надпись на дощечке гласит, что здесь 10 апреля 1961 года была высажена веточка столетней вербы, выращенной во время его пребывания в ссылке в Новопетровской крепости, нынешнем городе Форт-Шевченко. Эту веточку преподнесли трудящиеся г. Форт-Шевченко группе писателей Украины, гостившей у них, в знак дружбы казахского и украинского народов.
1966 год — новый памятник Тарасу Шевченко установлен в парке им. Шевченко города Одессы.
Скульпторы: А. Белостоцкий, О. Супрун, архитектор: Г. Топуз.
Фигура была отлита и поступила в Одессу из Киева (Супрун и Белостоцкий— киевляне) с отбитым у основания фрагментом. В таком виде она была смонтирована при установке памятника в 1966 году.
В 1970 году в Одессе была создана лаборатория полимерных материалов под руководством Михаила Самойловича Новака, который по просьбе Г. В. Топуза произвел реставрацию небольшого изъяна.

## Описание памятника
На обширной площади высится девятиметровый монумент Кобзарю. Вокруг него — гранитный парапет. На гранитной стеле высечены даты жизни поэта (1814—1861) и строфа из «Заповіта»:
І мене в сім'ї великій,
В сім'ї вольній, новій,
Не забудьте пом'янути

Незлим, тихим словом.